# Cervejaria Moninger
A Cervejaria Moninger SA (em alemão:  Brauerei Moninger AG) é uma cervejaria localizada em Karlsruhe, no bairro Grünwinkel.
Stephan Moninger obteve em 16 de dezembro de 1856 a concessão para comercializar cerveja por ele mesmo produzida. A cervejaria festejou em dezembro de 2006 seu jubileu de 150 anos, ocasião na qual o ministro presidente de Baden-Württemberg, Günther Oettinger, fez um discurso homenageando sua história.

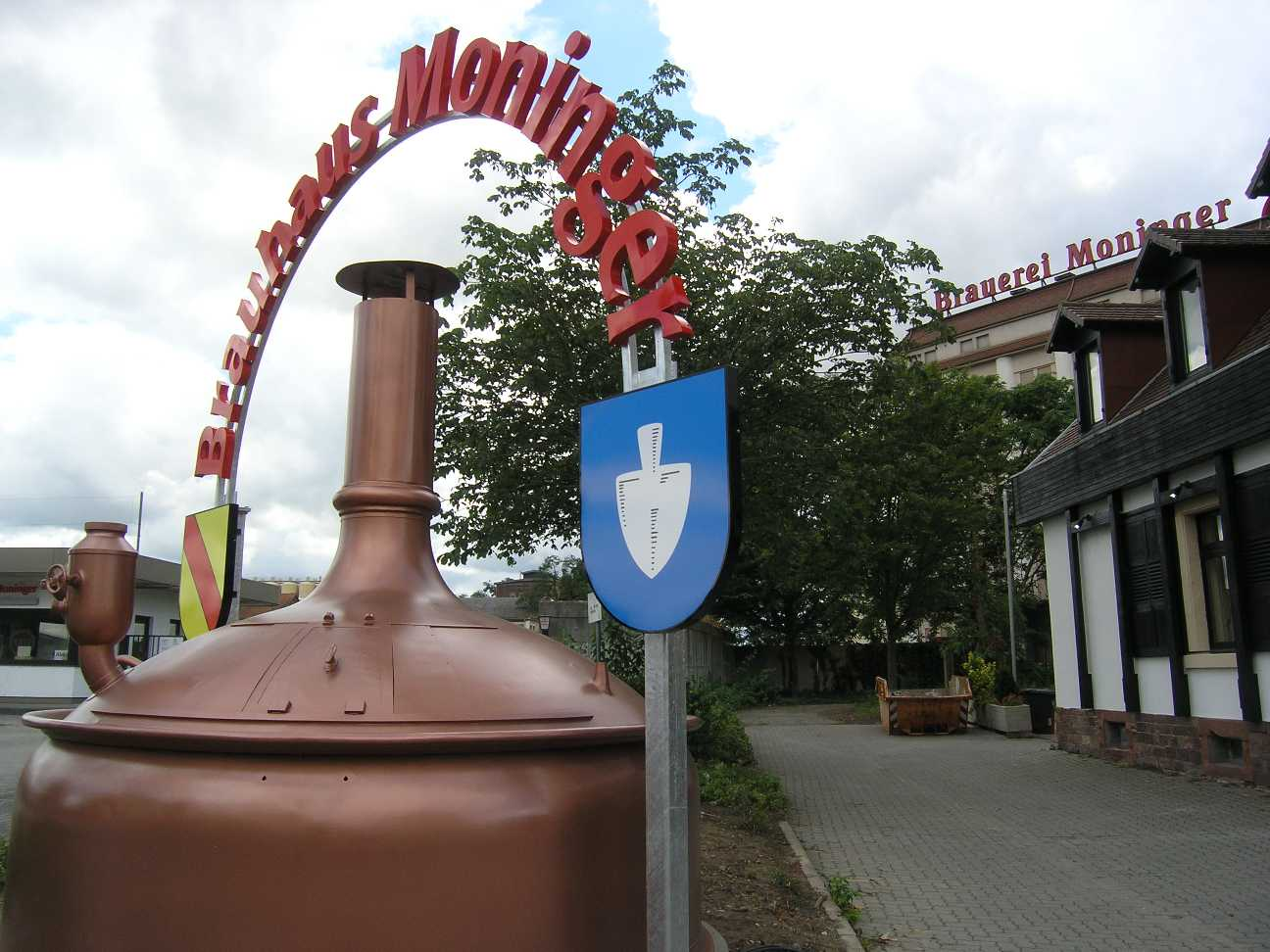
Pátio da cervejaria Moninger

A partir de 1º de maio de 2010, a fusão da cervejaria Moninger AG com a Hofbrauerei Hatz AG Rastatt foi selada pelo contrato de arrendamento operacional e compra, que existia desde 1863. Desde então, a cervejaria foi transferida para a Hatz-Moninger Brauhaus GmbH. O Hatz - cervejaria foi desmantelado e os navios de cerveja instalados em uma nova cervejaria. Isso custou 3,4 milhões de euros e foi construído dentro de oito meses na sede central Grünwinkel.

## Cervejas produzidas
| - Moninger Pilsener - Moninger Export - Moninger Weizen - Moninger Bertold Bock dunkel - Karlsruher Pilsener - Moninger Alkoholfrei - Bleifrei - Hatz Export | - Hatz Pils - Hatz Privat - Hatz Radler - Hatz Weizen dunkel - Hatz Weizen Hefetrüb - Hatz Kristall - Hatz Dunkel - Hatz Limonaden |